# Marina Eraković
Marina Eraković (Split, 1988. március 6. –) horvát származású új-zélandi teniszezőnő, olimpikon, párosban kétszeres junior Grand Slam-tornagyőztes.
2006–2018 közötti profi pályafutása során egy egyéni és nyolc páros WTA-, valamint tizenkét egyéni és hat páros ITF-torna győztese volt. Legjobb egyéni világranglista-helyezése a 39. volt, ezt 2012. május 7-én érte el, párosban a 25. helyre 2013. június 24-én került.
A Grand Slam-tornákon legjobb eredményként egyéniben a 3. körig jutott a 2013-as Roland Garroson, valamint 2008-ban, 2013-ban és 2016-ban Wimbledonban. Párosban a 2011-es wimbledoni teniszbajnokságon elődöntős volt, ezen kívül negyeddöntőt játszott a 2013-as és a 2014-es Roland Garroson, valamint a 2008-as US Openen.
Juniorként párosban kétszeres Grand Slam-tornagyőztes volt, miután a 2004-es US Openen Michaëlla Krajicekkel, valamint a 2005-ös Australian Openen Viktorija Azarankával párban megszerezte a lányok párosai között az első helyet. Ezen kívül 2004-ben és 2005-ben Monica Niculescuval párban döntős volt a lány párosok között Wimbledonban.
Új-Zéland képviseletében vett részt a 2008-as pekingi, valamint a 2012-es londoni olimpián. 2004–2014 között 38 alkalommal szerepelt Új-Zéland Fed-kupa-válogatottjában.
2018 decemberében jelentette be visszavonulását.

## Junior Grand Slam döntői

### Páros

#### Győzelmek (2)
| Év   | Bajnokság       | Borítás | Partner            | Ellenfél                         | Eredmény    |
| ---- | --------------- | ------- | ------------------ | -------------------------------- | ----------- |
| 2004 | US Open         | Kemény  | Michaëlla Krajicek | Monica Niculescu Mădălina Gojnea | 7–6(4), 6–0 |
| 2005 | Australian Open | Kemény  | Viktorija Azaranka | Nikola Fraňková Szávay Ágnes     | 6–0, 6–2    |

#### Elveszített döntők (2)
| Év   | Bajnokság | Borítás | Partner          | Ellenfél                           | Eredmény         |
| ---- | --------- | ------- | ---------------- | ---------------------------------- | ---------------- |
| 2004 | Wimbledon | Fű      | Monica Niculescu | Viktorija Azaranka Volha Havarcova | 4–6, 6–3, 4–6    |
| 2005 | Wimbledon | Fű      | Monica Niculescu | Viktorija Azaranka Szávay Ágnes    | 7–6(5), 2–6, 0–6 |

## WTA-döntői

### Egyéni

#### Győzelmei (1)
| Összesítés           |                        |
| Grand Slam-torna (0) |                        |
| Tier I (0)           | Premier Mandatory* (0) |
| Tier II (0)          | Premier Five* (0)      |
| Tier III (0)         | Premier* (0)           |
| Tier IV (0)          | International* (1)     |
| Tier V (0)           | Challenger* (0)        |

* 2009-től megváltozott a tornák rendszere. Challenger tornákat 2012-től rendeznek.
 Az egymás mellett azonos színnel jelölt tornatípusok között nincs teljes mértékű megfelelés.
| No. | Dátum             | Helyszín                                           | Borítás    | Ellenfél a döntőben | Eredmény a döntőben | Eredmény a döntőben |
| 1.  | 2013. február 23. | U.S. National Indoor Tennis Championships, Memphis | Kemény (f) | Sabine Lisicki      | 6–1, feladta        |                     |

#### Elveszített döntői (4)
| No. | Dátum                | Helyszín                       | Borítás     | Ellenfél a döntőben        | Eredmény a döntőben | Eredmény a döntőben |
| 1.  | 2011. szeptember 18. | Bell Challenge, Québec         | Szőnyeg (f) | Barbora Záhlavová-Strýcová | 6–4, 1–6, 0–6       |                     |
| 2.  | 2012. február 25.    | Memphis International, Memphis | Kemény (f)  | Sofia Arvidsson            | 3–6, 4–6            |                     |
| 3.  | 2013. szeptember 15. | Bell Challenge, Québec         | Szőnyeg (f) | Lucie Šafářová             | 4–6, 3–6            |                     |
| 4.  | 2016. április 30.    | Morocco Open, Rabat            | Salak       | Bacsinszky Tímea           | 2–6, 1–6            |                     |

### Páros

#### Győzelmei (8)
| Összesítés           |                        |
| Grand Slam-torna (0) |                        |
| Tier I (0)           | Premier Mandatory* (0) |
| Tier II (0)          | Premier Five* (0)      |
| Tier III (3)         | Premier* (1)           |
| Tier IV (0)          | International* (4)     |
| Tier V (0)           | Challenger* (0)        |

* 2009-től megváltozott a tornák rendszere.
 Az egymás mellett azonos színnel jelölt tornatípusok között nincs teljes mértékű megfelelés.
|    | Dátum               | Torna                              | Borítás    | Partner                | Ellenfelek a döntőben                  | Eredmény a döntőben | Eredmény a döntőben |
| 1. | 2008. június 21.    | Ordina Open, ’s-Hertogenbosch      | Fű         | Michaëlla Krajicek     | Līga Dekmeijere Angelique Kerber       | 6–3, 6–2            |                     |
| 2. | 2008. október 4.    | Japan Open, Tokió                  | Kemény     | Jill Craybas           | Morita Ajumi Nakamura Aiko             | 4–6, 7–5, [10–6]    |                     |
| 3. | 2008. október 26.   | Fortis Championships, Luxembourg   | Kemény     | Sorana Cîrstea         | Vera Dusevina Marija Koritceva         | 2–6, 6–3, [10–8]    |                     |
| 4. | 2010. február 14.   | PTT Pattaya Open, Pattaja          | Kemény     | Tamarine Tanasugarn    | Anna Csakvetadze Kszenyija Pervak      | 7–5, 6–1            |                     |
| 5. | 2011. október 16.   | Generali Ladies Linz, Linz         | Kemény (f) | Jelena Vesznyina       | Julia Görges Anna-Lena Grönefeld       | 7–5, 6–1            |                     |
| 6. | 2012. július 16.    | Bank of the West Classic, Stanford | Kemény     | Heather Watson         | Jarmila Gajdošová Vania King           | 7–5, 7–6(7)         |                     |
| 7. | 2012. augusztus 25. | Texas Tennis Open, Dallas          | Kemény     | Heather Watson         | Līga Dekmeijere Irina Falconi          | 6–3, 6–0            |                     |
| 8. | 2014. június 21.    | Topshelf Open, ’s-Hertogenbosch    | Fű         | Arantxa Parra Santonja | Michaëlla Krajicek Kristina Mladenovic | 0–6, 7–6(5), [10–8] |                     |

#### Elveszített döntői (8)
|    | Dátum               | Torna                                    | Borítás | Partner                | Ellenfelek a döntőben                      | Eredmény a döntőben    |
| 1. | 2008. május 24.     | Istanbul Cup, Isztambul                  | Salak   | Polona Hercog          | Jill Craybas Volha Havarcova               | 1–6, 2–6               |
| 2. | 2010. július 24.    | Banka Koper Slovenia Open, Portorož      | Kemény  | Anna Csakvetadze       | Marija Kondratyeva Vladimíra Uhlířová      | 4–6, 6–2, [7–10]       |
| 3. | 2011. január 8.     | ASB Classic, Auckland                    | Kemény  | Sofia Arvidsson        | Květa Peschke Katarina Srebotnik           | 3–6, 0–6               |
| 4. | 2012. január 14.    | Moorilla Hobart International, Hobart    | Kemény  | Csuang Csia-zsung      | Irina-Camelia Begu Monica Niculescu        | 7–6(4), 6–7(4), [5–10] |
| 5. | 2013. május 11.     | Mutua Madrid Open, Madrid                | Salak   | Cara Black             | Anasztaszija Pavljucsenkova Lucie Šafářová | 2–6, 4–6               |
| 6. | 2013. május 25.     | Internationaux de Strasbourg, Strasbourg | Salak   | Cara Black             | Date Kimiko Chanelle Scheepers             | 4–6, 6–3, [12–14]      |
| 7. | 2013. június 16.    | AEGON Classic, Birmingham                | Fű      | Cara Black             | Ashleigh Barty Casey Dellacqua             | 5–7, 4–6               |
| 8. | 2014. augusztus 23. | New Haven Open, New Haven                | Kemény  | Arantxa Parra Santonja | Sílvia Soler Espinosa Andreja Klepač       | 5–7, 6–4, [7–10]       |

## ITF döntői

### Egyéni: 17 (12–5)
| $100,000 torna |
| $75,000 torna  |
| $50,000 torna  |
| $25,000 torna  |
| $10,000 torna  |

| Eredmény | No. | Dátum               | Torna                              | Borítás | Ellenfél                  | Eredmény         |
| -------- | --- | ------------------- | ---------------------------------- | ------- | ------------------------- | ---------------- |
| Győztes  | 1.  | 2005. március 6.    | Warrnambool, Ausztrália            | Fű      | Daniella Dominikovic      | 6–3, 4–6, 6–4    |
| Döntős   | 1.  | 2005. március 13.   | Benalla, Ausztrália                | Fű      | Jüan Meng                 | 4–6, 4–6         |
| Győztes  | 2.  | 2005. március 20.   | Yarrawonga, Ausztrália             | Fű      | Emily Hewson              | 6–3, 4–6, 6–4    |
| Győztes  | 3.  | 2006. szeptember 3. | Alphen aan den Rijn, Hollandia     | Salak   | Andrea Petković           | 4–6, 6–2, 7–5    |
| Győztes  | 4.  | 2006. október 15.   | Melbourne, Ausztrália              | Kemény  | Casey Dellacqua           | 6–1, 0–6, 6–4    |
| Győztes  | 5.  | 2006. október 29.   | Peking, Kína                       | Kemény  | Alla Kudrjavceva          | 6–2, 6–1         |
| Döntős   | 2.  | 2007. július 29.    | La Coruña, Spanyolország           | Kemény  | Neuza Silva               | 6–0, 5–7, 3–6    |
| Döntős   | 3.  | 2007. augusztus 5.  | Vigo, Spanyolország                | Kemény  | Olivia Sanchez            | játék nélkül     |
| Győztes  | 6.  | 2007. október 14.   | Rockhampton, Ausztrália            | Kemény  | Sophie Ferguson           | 7–6(5), 7–5      |
| Győztes  | 7.  | 2007. október 21.   | Gympie, Ausztrália                 | Kemény  | Sophie Ferguson           | 6–4, 6–3         |
| Győztes  | 8.  | 2008. február 9.    | Mildura, Ausztrália                | Fű      | Csang Kaj-csen            | 6–3, 6–1         |
| Döntős   | 4.  | 2008. február 17.   | Berri, Ausztrália                  | Fű      | Nicole Kriz               | 4–6, 6–4, 6–7(3) |
| Győztes  | 9.  | 2008. június 7.     | Surbiton, Anglia                   | Fű      | Anne Keothavong           | 6–4, 6–2         |
| Győztes  | 10. | 2011. március 7.    | Irapuato, Mexikó                   | Kemény  | Andreja Klepač            | 7–5, 6–4         |
| Győztes  | 11. | 2011. március 28.   | Pelham, Amerikai Egyesült Államok  | Salak   | Renata Voráčová           | 6–4, 2–6, 6–1    |
| Győztes  | 12. | 2011. április 4.    | Jackson, Amerikai Egyesült Államok | Salak   | Ajla Tomljanović          | 6–1, 6–2         |
| Döntős   | 5.  | 2014. március 30.   | Osprey, Amerikai Egyesült Államok  | Salak   | Anna Karolína Schmiedlová | 2-6, 3-6         |

### Páros: 10 (6–5)
| Eredmény | No. | Dátum              | Torna                          | Borítás | Partner             | Ellenfél                             | Eredmény            |
| -------- | --- | ------------------ | ------------------------------ | ------- | ------------------- | ------------------------------------ | ------------------- |
| Döntős   | 1.  | 2006. október 29.  | Peking, Kína                   | Kemény  | Raquel Kops-Jones   | Csi Csun-mej Szun Seng-nan           | 2–6, 2–6            |
| Győztes  | 1.  | 2007. június 30.   | Padova, Olaszország            | Salak   | Maret Ani           | Vanessa Henke Andrea Petković        | 6–4, 6–4            |
| Győztes  | 2.  | 2007. július 28.   | La Coruña, Spanyolország       | Kemény  | Melanie South       | Andrea Hlaváčková Justine Ozga       | 6–1, 4–6, 6–4       |
| Győztes  | 3.  | 2007. december 15. | Dubaj, Egyesült Arab Emírségek | Kemény  | Monica Niculescu    | Juliana Fedak Anna Lapuscsenkova     | 7–6(1), 6–4         |
| Győztes  | 4.  | 2008. február 7.   | Mildura, Ausztrália            | Fű      | Nicole Kriz         | Monique Adamczak Christina Wheeler   | 6–4, 6–4            |
| Győztes  | 5.  | 2008. február 17.  | Berri, Ausztrália              | Fű      | Nicole Kriz         | Shannon Golds Emelyn Starr           | 2–6, 7–6(4), [10–3] |
| Győztes  | 6.  | 2009. november 28. | Toyota, Japán                  | Szőnyeg | Tamarine Tanasugarn | Akari Inoue Akiko Yonemura           | 6–1, 6–4            |
| Döntős   | 2.  | 2010. április 16.  | Johannesburg, Dél-Afrika       | Kemény  | Tamarine Tanasugarn | Vitalija Gyjacsenko Eirini Georgatou | 3–6, 7–5, [14–16]   |
| Döntős   | 3.  | 2010. május 9.     | Fukuoka, Japán                 | Szőnyeg | Alekszandra Panova  | Doi Miszaki Takahata Kotomi          | 4–6, 4–6            |
| Döntős   | 4.  | 2017. június 10.   | Surbiton, Anglia               | Fű      | Csang Kaj-csen      | Monique Adamczak Storm Sanders       | 5–7, 4–6            |
| Döntős   | 5.  | 2017. június 18.   | Manchester, Anglia             | Fű      | Csang Kaj-csen      | Magdalena Fręch An-Sophie Mestach    | 4–6, 6–7(5)         |

## Eredményei Grand Slam-tornákon

### Egyéni
| Grand Slam | Australian Open | Australian Open   | Roland Garros  | Roland Garros    | Wimbledon      | Wimbledon          | US Open        | US Open             |
| Év         | Eredmény        | Utolsó ellenfél   | Eredmény       | Utolsó ellenfél  | Eredmény       | Utolsó ellenfél    | Eredmény       | Utolsó ellenfél     |
| 2005       | −               | −                 | −              | −                | −              | −                  | Selejtező (Q3) | Selejtező (Q3)      |
| 2006       | −               | −                 | Selejtező (Q2) | Selejtező (Q2)   | −              | −                  | −              | −                   |
| 2007       | Selejtező (Q2)  | Selejtező (Q2)    | Selejtező (Q1) | Selejtező (Q1)   | Selejtező (Q1) | Selejtező (Q1)     | Selejtező (Q3) | Selejtező (Q3)      |
| 2008       | Selejtező (Q1)  | Selejtező (Q1)    | 2. kör         | Jelena Janković  | 3. kör         | T Tanaugarn        | 1. kör         | P Parmentier        |
| 2009       | 2. kör          | Lucie Šafářová    | −              | −                | −              | −                  | −              | −                   |
| 2010       | 1. kör          | Li Na             | −              | −                | Selejtező (Q2) | Selejtező (Q2)     | −              | −                   |
| 2011       | Selejtező (Q2)  | Selejtező (Q2)    | 1. kör         | Arantxa Rus      | 2. kör         | Daniela Hantuchová | 1. kör         | M Lučić-Baroni      |
| 2012       | 2. kör          | Christina Mc Hale | 1. kör         | L Domínguez Lino | 2. kör         | Roberta Vinci      | 1. kör         | Kristina Mladenovic |
| 2013       | 1. kör          | Alizé Cornet      | 3. kör         | Sloane Stephens  | 3. kör         | Laura Robson       | 1. kör         | MT Torró Flor       |
| 2014       | 2. kör          | Zarina Diyas      | 2. kör         | Petra Kvitová    | 1. kör         | Ana Konjuh         | 2. kör         | Jelena Vesznyina    |
| 2015       | 1. kör          | Garbiñe Muguruza  | 1. kör         | Petra Kvitová    | 1. kör         | J Putyinceva       | 1. kör         | Simona Halep        |
| 2016       | Selejtező (Q1)  | Selejtező (Q1)    | Selejtező (Q1) | Selejtező (Q1)   | 3. kör         | C Suárez Navarro   | Selejtező (Q1) | Selejtező (Q1)      |
| 2017       | 1. kör          | Garbiñe Muguruza  | 1. kör         | Shelby Rogers    | 1. kör         | Simona Halep       | Selejtező (Q1) | Selejtező (Q1)      |

### Páros
| Grand Slam | Australian Open          | Australian Open                         | Roland Garros                | Roland Garros                     | Wimbledon                 | Wimbledon                           | US Open                      | US Open                           |
| Év         | Eredmény Partner         | Utolsó ellenfél                         | Eredmény Partner             | Utolsó ellenfél                   | Eredmény Partner          | Utolsó ellenfél                     | Eredmény Partner             | Utolsó ellenfél                   |
| 2008       | –                        | –                                       | 1. kör Michaëlla Krajicek    | Émilie Loit Pauline Parmentier    | 1. kör Michaëlla Krajicek | Iveta Benešová Janette Husárová     | Negyeddöntő J Kostanić Tošić | Lisa Raymond Samantha Stosur      |
| 2009       | 1. kör J Kostanić Tošić  | Lucie Šafářová G Voszkobojeva           | –                            | –                                 | –                         | –                                   | –                            | –                                 |
| 2010       | 1. kör Casey Dellacqua   | A Kudrjavceva J Makarova                | –                            | –                                 | 1. kör Jill Craybas       | Květa Peschke Katarina Srebotnik    | –                            | –                                 |
| 2011       | 1. kör T Tanasugarn      | Květa Peschke Katarina Srebotnik        | –                            | –                                 | Elődöntő T Tanasugarn     | Sabine Lisicki Samantha Stosur      | 1. kör T Tanasugarn          | O Omonmurodova A Panova           |
| 2012       | 1. kör Csuang Csia-zsung | S Soler Espinosa C Suárez Navarro       | 2. kör Monica Niculescu      | Peng Suaj Cseng Csie              | 3. kör T Tanasugarn       | J Makarova J Vesznyina              | 1. kör Heather Watson        | J Makarova J Vesznyina            |
| 2013       | 1. kör Heather Watson    | A-L Grönefeld Květa Peschke             | Negyeddöntő Cara Black       | A Hlaváčková Lucie Hradecká       | 2. kör Cara Black         | Eugenie Bouchard Petra Martić       | 3. kör Cara Black            | J Makarova J Vesznyina            |
| 2014       | 1. kör Cseng Csie        | Alizé Cornet Caroline Garcia            | Negyeddöntő A Parra Santonja | Lucie Hradecká Michaëlla Krajicek | 1. kör A Parra Santonja   | A Medina Garrigues J Svedova        | 2. kör A Parra Santonja      | Garbiñe Muguruza C Suárez Navarro |
| 2015       | 1. kör Mónica Puig       | Michaëlla Krajicek B Záhlavová-Strýcová | 1. kör Heather Watson        | Babos Tímea Kristina Mladenovic   | 2. kör Heather Watson     | A Medina Garrigues A Parra Santonja | –                            | –                                 |
| 2016       | –                        | –                                       | –                            | –                                 | –                         | –                                   | 2. kör A Parra Santonja      | Hszü Ji-fan Cseng Szaj-szaj       |
| 2017       | –                        | –                                       | –                            | –                                 | –                         | –                                   | –                            | –                                 |

## Év végi világranglista-helyezései
| Év     | 2005 | 2006 | 2007 | 2008 | 2009 | 2010 | 2011 | 2012 | 2013 | 2014 | 2015 | 2016 | 2017 | 2018 |
| Egyéni | 213. | 160. | 161. | 60.  | 232. | 324. | 61.  | 67.  | 48.  | 76.  | 134. | 114. | 164. | –    |
| Páros  | 677. | 274. | 258. | 43.  | 351. | 82.  | 48.  | 54.  | 28.  | 42.  | 110. | 161. | 276. | –    |